# Sinfonía n.º 9 (Beethoven)

Página 12 de la partitura autógrafa (Biblioteca Estatal de Berlín).

La Sinfonía n.º 9 en re menor, op. 125, conocida como Coral, es una sinfonía coral compuesta por Ludwig van Beethoven entre 1822 y 1824. Es la novena y última completa de sus nueve sinfonías. Se estrenó en Viena el 7 de mayo de 1824. Muchos críticos y musicólogos la consideran como una obra maestra de la música clásica occidental y uno de los logros supremos de toda la historia de la música. Es una de las obras más conocidas de la música de práctica común y una de las sinfonías más interpretadas del mundo.
La Novena fue el primer ejemplo de un compositor importante que incluyó partes vocales en una sinfonía. El movimiento final, el cuarto, de la sinfonía presenta cuatro solistas vocales y un coro en la paralela tonalidad de re mayor modulada, conocida comúnmente como la Oda a la alegría. El texto fue adaptado de An die Freude, un poema escrito por Friedrich Schiller en 1785 y revisado en 1803, con texto adicional escrito por Beethoven. 
En 1985, el Consejo de Europa, y más tarde la Unión Europea, adoptaron una versión adaptada por Herbert von Karajan como el Himno de Europa. En 2001, el manuscrito original de Beethoven de la partitura de la sinfonía, conservado en la Biblioteca Estatal de Berlín, se inscribió en el Registro de la Memoria del Mundo de la Unesco, donde forma parte de la herencia espiritual de la humanidad junto con otros sobresalientes monumentos, convirtiéndose en la primera partitura musical así designada.

## Historia

### Composición

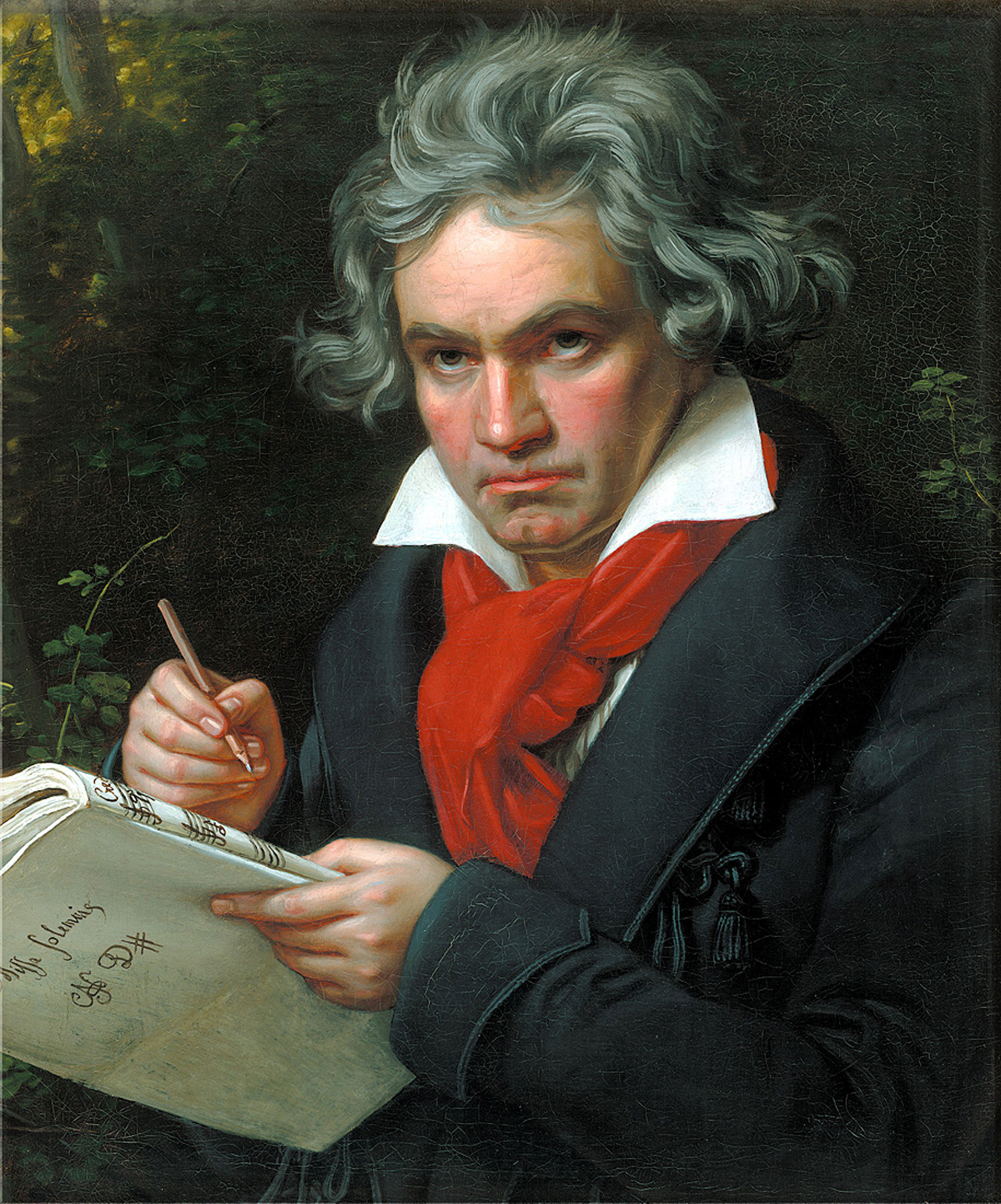
Beethoven en 1820.

En 1817 la Sociedad Filarmónica de Londres encargó originalmente la composición de la sinfonía. Ese año también se realizaron esbozos preliminares de la obra, en los que se fijaba la tonalidad en re menor y se preveía la participación vocal. El trabajo principal de composición se llevó a cabo entre el otoño de 1822 y la finalización del autógrafo en febrero de 1824. La sinfonía surgió a partir de otras piezas de Beethoven que, aunque obras terminadas por derecho propio, son también en cierto sentido precursoras de la futura sinfonía. La Fantasía coral de 1808, op. 80, básicamente un movimiento de concierto para piano, incorpora un coro y solistas vocales cerca del final para el clímax. El elenco vocal canta un tema interpretado primero instrumentalmente y este tema recuerda al tema correspondiente de la Novena Sinfonía.
Yendo más atrás, una versión anterior del tema de la Fantasía Coral se encuentra en la canción «Gegenliebe» («Amor correspondido») para piano y voz aguda, que data de antes de 1795. Según Robert W. Gutman, el Ofertorio en re menor, «Misericordias Domini», K. 222, de Wolfgang Amadeus Mozart, escrito en 1775, contiene una melodía que prefigura la «Oda a la alegría».

### Estreno

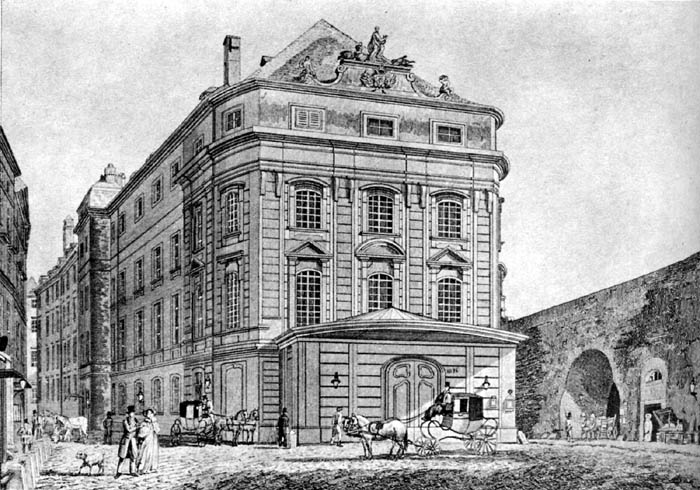
Theater am Kärntnertor de Viena, lugar del estreno.

Aunque la mayoría de sus obras importantes se habían estrenado en Viena, Beethoven deseaba que su última composición se interpretara en Berlín lo antes posible tras terminarla, ya que pensaba que el gusto musical vienés estaba dominado por compositores italianos como Gioachino Rossini. Cuando sus amigos y financieros se enteraron, le instaron a estrenar la sinfonía en Viena mediante una petición firmada por varios mecenas e intérpretes vieneses destacados.
El compositor se sintió halagado por la adoración de Viena, así que la Novena Sinfonía se estrenó el 7 de mayo de 1824 en el Theater am Kärntnertor de Viena junto con la obertura La consagración de la casa y tres partes de la Missa solemnis (el «Kyrie», el «Credo» y el «Agnus Dei»). Esta fue la primera aparición en escena del compositor en doce años; la sala estaba abarrotada de un público ansioso y curioso y de numerosos músicos y personalidades de Viena, entre ellos Franz Schubert, Carl Czerny y el canciller austriaco Klemens von Metternich.
El estreno de la sinfonía contó con la mayor orquesta jamás reunida por Beethoven y requirió los esfuerzos combinados de la orquesta del Kärntnertor, la Sociedad Musical de Viena (Gesellschaft der Musikfreunde) y un selecto grupo de aficionados capaces. Aunque no existe una lista completa de los intérpretes del estreno, se sabe que participaron muchos de los intérpretes más selectos de Viena.

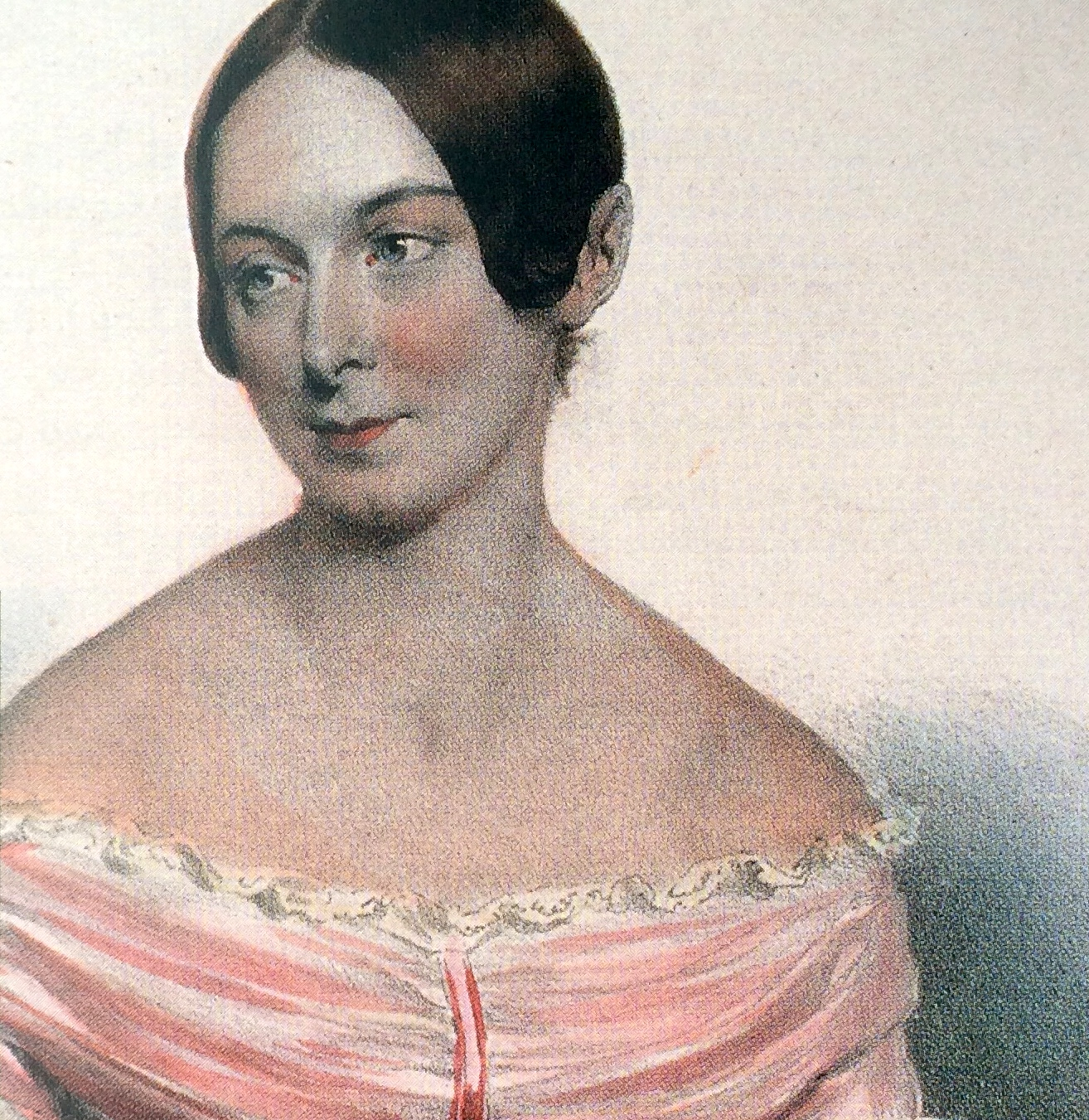
Caroline Unger, que cantó la parte de contralto en el estreno y a la que se atribuye el mérito de haber girado a Beethoven para que mirara al público que aplaudía.

Las partes de soprano y contralto fueron cantadas por dos jóvenes cantantes famosas: Henriette Sontag y Caroline Unger. La soprano alemana Henriette Sontag tenía 18 años cuando Beethoven la reclutó personalmente para actuar en el estreno de la Novena. También reclutada personalmente por Beethoven, la contralto Caroline Unger, de 20 años y oriunda de Viena, había recibido elogios de la crítica en 1821 actuando en Tancredi de Rossini. Tras actuar en el estreno de Beethoven en 1824, Unger alcanzó la fama en Italia y París. Se sabe que los compositores italianos Donizetti y Bellini escribieron papeles específicamente para su voz. Anton Haizinger y Joseph Seipelt cantaron las partes de tenor y bajo/barítono, respectivamente.
Aunque la representación fue dirigida oficialmente por Michael Umlauf, maestro de capilla del teatro, Beethoven compartió escenario con él. Sin embargo, dos años antes, Umlauf había visto cómo el intento del compositor de dirigir un ensayo general para una revisión de su ópera Fidelio acababa en desastre. Así que esta vez dio instrucciones a los cantantes y músicos para que ignoraran a un Beethoven casi completamente sordo. Al principio de cada parte, el compositor, que estaba sentado junto al escenario, daba los tempos. Pasaba las páginas de su partitura y marcaba el tiempo para una orquesta a la que no podía oír.
Existen varias anécdotas sobre el estreno de la Novena. Basándose en el testimonio de algunos de los participantes, se sugiere que la sinfonía no se ensayó lo suficiente (sólo hubo dos ensayos completos) y que su ejecución fue algo irregular. Por otra parte, el estreno fue un gran éxito. En cualquier caso, Beethoven no tuvo la culpa, como recordaba el violinista Joseph Böhm:

El propio Beethoven dirigía, es decir, se colocaba delante de un atril y se lanzaba de un lado a otro como un loco. En un momento dado se estiraba hasta su altura máxima, al siguiente se agachaba hasta el suelo, se agitaba con las manos y los pies como si quisiera tocar todos los instrumentos y cantar todas las partes del coro. -La dirección real estaba en manos de [Louis] Duport; los músicos sólo seguíamos su batuta.

Según se dice, el scherzo fue interrumpido completamente en un momento dado por los aplausos. Bien al final del scherzo, bien al final de la sinfonía (los testimonios difieren), Beethoven llevaba varios compases y seguía dirigiendo; la contralto Caroline Unger se acercó y giró suavemente a Beethoven para aceptar los vítores y aplausos del público. Según el crítico del Theater-Zeitung, «el público recibió al héroe musical con el mayor respeto y simpatía, escuchó sus maravillosas y gigantescas creaciones con la más absorta atención y prorrumpió en jubilosos aplausos, a menudo durante las secciones, y repetidamente al final de las mismas». El público le aclamó en pie cinco veces; hubo pañuelos en el aire, sombreros y manos levantadas, de modo que Beethoven, que sabían que no podía oír los aplausos, al menos pudo ver las ovaciones.

### Ediciones
La primera edición alemana fue impresa por B. Schott's Söhne (Maguncia) en 1826. La edición de Breitkopf & Härtel de 1864 ha sido ampliamente utilizada por las orquestas. En 1997, Bärenreiter publicó una edición de Jonathan Del Mar. Según Del Mar, esta edición corrige cerca de 3000 errores de la edición de Breitkopf, algunos de los cuales eran «notables». David Levy, sin embargo, criticó esta edición, afirmando que podría crear tradiciones «muy posiblemente falsas». Breitkopf también publicó una nueva edición de Peter Hauschild en 2005.

## Instrumentación
La partitura está escrita para una orquesta formada por los siguientes instrumentos. En el estreno, Beethoven los aumentó aún más asignando dos músicos a cada parte de viento.
| Maderas Flautín (sólo en el cuarto movimiento) 2 flautas 2 oboes 2 clarinetes en la, si bemol y do 2 fagotes Contrafagot (sólo en el cuarto movimiento) Metales 2 trompas (primera y segunda) en re y si bemol 2 Trompas (tercera y cuarta) en si bemol (bajo), si bemol y mi bemol 2 trompetas en re y si bemol 3 trombones (alto, tenor y bajo, sólo segundo y cuarto movimientos) Percusión Timbal de concierto Bombo (sólo en el cuarto movimiento) Triángulo (sólo en el cuarto movimiento) Platillos (sólo en el cuarto movimiento) | Voces (todas las voces se escuchan solamente en el cuarto movimiento) Soprano solista Contralto solista Tenor solista Barítono solista Coro Cuerdas Violines I, II Violas Violonchelos Contrabajo |

## Estructura y análisis
La sinfonía consta de cuatro movimientos, su interpretación dura aproximadamente 70 minutos y su estructura es la siguiente:
| Tempo | Métrica      | Tonalidad    |
| Movimiento I                                                                                              | Movimiento I | Movimiento I |
| --- | ------------ | ------------ |
| Allegro ma non troppo, un poco maestoso = 88                                                              | 2 4          | re menor     |
| Movimiento II                                                                                             |              |              |
| Molto vivace = 116                                                                                        | 3 4          | re menor     |
| Presto = 116                                                                                              | 2            | re mayor     |
| Molto vivace                                                                                              | 3 4          | re menor     |
| Presto | 2            | re mayor     |
| Movimiento III                                                                                            |              |              |
| Adagio molto e cantabile = 60                                                                             | 4            | si♭ mayor    |
| Andante moderato = 63                                                                                     | 3 4          | re mayor     |
| Tempo I                                                                                                   | 4            | si♭ mayor    |
| Andante moderato                                                                                          | 3 4          | sol mayor    |
| Adagio | 4            | mi♭ mayor    |
| Lo stesso tempo                                                                                           | 12 8         | si♭ mayor    |
| Movimiento IV                                                                                             |              |              |
| Presto = 96[31]                                                                                           | 3 4          | re menor     |
| Allegro assai = 80                                                                                        | 4            | re mayor     |
| Presto («O Freunde»)                                                                                      | 3 4          | re menor     |
| Allegro assai («Freude, schöner Götterfunken»)                                                            | 4            | re mayor     |
| Alla marcia; Allegro assai vivace = 84 («Froh, wie seine Sonnen»)                                         | 6 8          | si♭ mayor    |
| Andante maestoso = 72 ("Seid umschlungen, Millionen!")                                                    | 3 2          | sol mayor    |
| Allegro energico, sempre ben marcato = 84 («Freude, schöner Götterfunken»-«Seid umschlungen, Millionen!») | 6 4          | re mayor     |
| Allegro ma non tanto = 120 («Freude, Tochter aus Elysium!»)                                               | 2            | re mayor     |
| Prestissimo = 132 («Seid umschlungen, Millionen!»)                                                        | 2            | re mayor     |
Beethoven cambió el patrón habitual de las sinfonías clásicas al colocar el movimiento scherzo antes del movimiento lento (en las sinfonías, los movimientos lentos suelen colocarse antes de los scherzi). Era la primera vez que lo hacía en una sinfonía, aunque ya lo había hecho en algunas obras anteriores, como el Cuarteto de cuerda n.º 5, op. 18, el trío para piano «Archiduque», op. 97, la sonata para piano «Hammerklavier» op. 106. También Joseph Haydn había utilizado esta disposición en varias obras propias, como el Cuarteto de cuerda n.º 30 en mi mayor, al igual que Mozart en tres de sus Cuartetos dedicados a Haydn y en el Quinteto de cuerda en sol menor.

### I. Allegro ma non troppo, un poco maestoso
El primer movimiento es una sonata sin repetición de la exposición. Comienza con quintas abiertas (la y mi) tocadas pianissimo por las cuerdas en trémolo, que se van construyendo hasta el primer tema principal en re menor en el compás diecisiete.
La apertura, con su quinta perfecta emergiendo silenciosamente, se asemeja al sonido de una orquesta afinando.
Al comienzo de la recapitulación (que repite los temas melódicos principales) en el compás 301, el tema vuelve, esta vez tocado fortissimo y en re mayor, en lugar de re menor. El movimiento termina con una coda masiva que ocupa casi una cuarta parte del movimiento, como en las sinfonías Tercera y Quinta del compositor.
Una interpretación típica dura unos 15 minutos.

### II. Molto vivace
El segundo movimiento es un scherzo y un trío. Al igual que el primer movimiento, el scherzo está en re menor, con una introducción que guarda un ligero parecido con el tema inicial del primer movimiento, un patrón que también se encuentra en la sonata para piano Hammerklavier, escrita unos años antes. En algunos momentos de la pieza, Beethoven especifica un compás de entrada cada tres compases -quizás debido al tempo rápido- con la dirección ritmo di tre battute (ritmo de tres tiempos) y un tiempo cada cuatro compases con la dirección ritmo di quattro battute (ritmo de cuatro tiempos). Normalmente, un scherzo está en compás ternario. Escribió esta pieza en compás ternario, pero la puntuó de una forma que, unida al tempo, hace que suene como si estuviera en compás cuaternario.
Aunque se adhiere al diseño ternario compuesto estándar (estructura en tres partes) de un movimiento de danza (scherzo-trío-scherzo o minueto-trío-minueto), la sección del scherzo tiene una elaborada estructura interna; es una forma sonata completa. Dentro de esta forma sonata, el primer grupo de la exposición (el enunciado de los temas melódicos principales) comienza con una fuga en re menor sobre el siguiente tema.
Para el segundo tema, modula a la inusual tonalidad de do mayor. La exposición se repite antes de una breve sección de desarrollo, en la que Beethoven explora otras ideas. La recapitulación (repetición de los temas melódicos escuchados en la apertura del movimiento) desarrolla aún más los temas de la exposición, conteniendo también solos de timbales. Una nueva sección de desarrollo conduce a la repetición de la recapitulación, y el scherzo concluye con una breve codetta.
La sección contrastante del trío está en re mayor y en compás binario. En el trío tocan por primera vez los trombones. Tras el trío, la segunda aparición del scherzo, a diferencia de la primera, transcurre sin repetición alguna, tras lo cual hay una breve repetición del trío, y el movimiento termina con una abrupta coda.
La duración del movimiento es de unos 11 minutos, pero puede variar dependiendo de si se tocan dos repeticiones (a menudo omitidas).

### III. Adagio molto e cantabile
El tercer movimiento es un movimiento lírico y lento en si♭ mayor, a una sexta menor de la tonalidad principal de la sinfonía, re menor. Presenta una forma de doble variación, en la que cada par de variaciones elabora progresivamente las ideas rítmicas y melódicas. La primera variación, como el tema, está en compás de 4
4, la segunda en 12
8. Las variaciones están separadas por pasajes en 3
4, el primero en re mayor, el segundo en sol mayor, el tercero en mi♭ mayor y el cuarto en si♭ mayor. La última variación se interrumpe dos veces por episodios en los que las fuertes fanfarrias de toda la orquesta son respondidas por octavas de los primeros violines. Un destacado solo de trompa se asigna al cuarto intérprete.
Una interpretación dura unos 16 minutos.

### IV. Finale

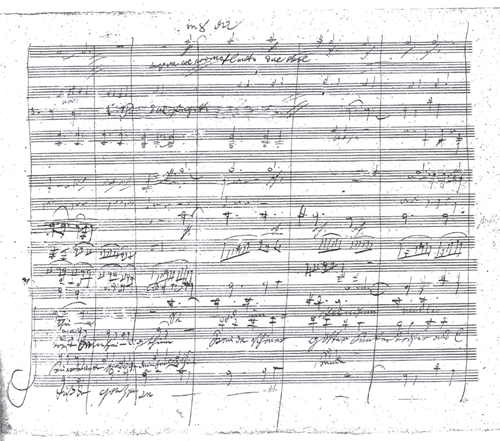
Página manuscrita del finale de la Novena Sinfonía.

El final coral es la representación musical de Beethoven de la fraternidad universal, basada en el tema de la «Oda a la alegría» y en forma de tema y variaciones.
El movimiento comienza con una introducción en la que el material musical de cada uno de los tres movimientos precedentes -aunque ninguno es una cita literal de música anterior- se presenta sucesivamente y luego se despide con recitativos instrumentales interpretados por las cuerdas graves. A continuación, el tema del «Himno a la alegría» es introducido finalmente por los violonchelos y los contrabajos. Tras tres variaciones instrumentales sobre este tema, la voz humana es presentada por primera vez en la sinfonía por el barítono solista, que canta palabras escritas por el propio Beethoven: O Freunde, nicht diese Töne! Sondern laßt uns angenehmere anstimmen, und freudenvollere. (¡Oh amigos, no estos sonidos! En lugar de eso, emitamos otros más agradables y alegres).
Con unos 24 minutos de duración, el último movimiento es el más largo de los cuatro. De hecho, es más largo que algunas sinfonías enteras de la época clásica. Su forma ha sido discutida por los musicólogos, como explica Nicholas Cook:

Beethoven had difficulty describing the finale himself; in letters to publishers, he said that it was like his Choral Fantasy, Op. 80, only on a much grander scale. We might call it a cantata constructed round a series of variations on the "Joy" theme. But this is rather a loose formulation, at least by comparison with the way in which many twentieth-century critics have tried to codify the movement's form. Thus there have been interminable arguments as to whether it should be seen as a kind of sonata form (with the "Turkish" music of bar 331, which is in B♭ major, functioning as a kind of second group), or a kind of concerto form (with bars 1–207 and 208–330 together making up a double exposition), or even a conflation of four symphonic movements into one (with bars 331–594 representing a Scherzo, and bars 595–654 a slow movement). The reason these arguments are interminable is that each interpretation contributes something to the understanding of the movement, but does not represent the whole story.
Beethoven tuvo dificultades para describir el final; en cartas a editores, dijo que era como su Fantasía Coral, op. 80, sólo que a una escala mucho mayor. Podríamos decir que es una cantata construida en torno a una serie de variaciones sobre el tema de la «Alegría». Pero se trata de una formulación poco precisa, al menos en comparación con la manera en que muchos críticos del siglo XX han intentado codificar la forma del movimiento. Así, ha habido interminables discusiones sobre si debería verse como una especie de forma sonata (con la música «turca» del compás 331, que está en si mayor, funcionando como una especie de segundo grupo), o una especie de forma de concierto (con los compases 1-207 y 208-330 juntos formando una doble exposición), o incluso una fusión de cuatro movimientos sinfónicos en uno (con los compases 331-594 representando un scherzo, y los compases 595-654 un movimiento lento). La razón por la que estos argumentos son interminables es que cada interpretación aporta algo a la comprensión del movimiento, pero no representa toda la historia.

#### Texto del movimiento coral

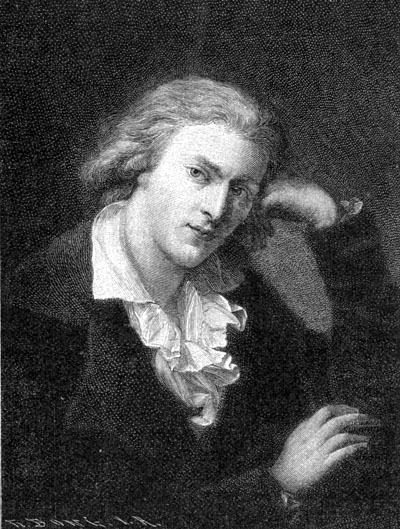
Friedrich Schiller (1786).

El poema de Friedrich Schiller An die Freude (noviembre de 1785), traducido como A la alegría, y conocido como Oda a la alegría que Schiller publicó en 1786, provocó en Beethoven la intención de musicalizarlo ya desde 1793 cuando tenía 22 años. Se suele distinguir entre Oda a la alegría para denominar al poema original de Schiller, e «Himno a la alegría» como denominación del cuarto movimiento de la Novena sinfonía de Beethoven, que incluye una selección del texto de Schiller, las palabras introductorias de Beethoven, y, por supuesto, la música.
La introducción a la parte vocal de la sinfonía provocó varios problemas a Beethoven. Sobre esto el amigo y biógrafo de Beethoven Anton Schindler escribió:

Cuando empezó a componer el cuarto movimiento, la lucha comenzó como nunca antes. El objetivo era encontrar un modo correcto de introducir la oda de Schiller. Un día Beethoven entró en un cuarto y gritó: «¡Lo tengo, ya lo tengo!», entonces me mostró el cuadernillo con las palabras «Déjenos cantar la oda del inmortal Schiller».

Sin embargo, Beethoven finalmente no mantuvo esta versión, sino que la siguió reescribiendo hasta llegar a la forma final, con las palabras «O Freunde, nicht diese Töne».
En este IV movimiento, Beethoven utiliza partes de la versión definitiva de 1808 y el texto en negrita es añadido por el propio compositor por motivos de ritmo o necesidad musical en el poema.
| Texto original en lengua alemana Bariton Solo O Freunde, nicht diese Töne! Sondern laßt uns angenehmere anstimmen, und freudenvollere. Freude! Freude! Quartett mit Chor Freude, schöner Götterfunken, Tochter aus Elysium, Wir betreten feuertrunken, Himmlische, dein Heiligtum. Deine Zauber binden wieder, Was die Mode streng geteilt; Alle Menschen werden Brüder, Wo dein sanfter Flügel weilt. Wem der große Wurf gelungen, Eines Freundes Freund zu sein, Wer ein holdes Weib errungen, Mische seinen Jubel ein! Ja, wer auch nur eine Seele Sein nennt auf dem Erdenrund! Und wer´s nie gekonnt, der stehle Weinend sich aus diesem Bund! Freude trinken alle Wesen An den Brüsten der Natur, Alle Guten, alle Bösen Folgen ihrer Rosenspur. Küsse gab sie uns und Reben, Einen Freund, geprüft im Tod. Wollust ward dem Wurm gegeben, Und der Cherub steht vor Gott. Tenor Solo & Chor Froh, wie seine Sonnen fliegen Durch des Himmels prächtgen Plan, Laufet, Brüder, eure Bahn, Freudig wie ein Held zum Siegen. Chor Seid umschlungen, Millionen! Diesen Kuss der ganzen Welt! Brüder - überm Sternenzelt Muss ein lieber Vater wohnen. Ihr stürzt nieder, Millionen? Ahnest du den Schöpfer, Welt? Such ihn überm Sternenzelt, Über Sternen muss er wohnen. Chor Freude, schöner Götterfunken, Tochter aus Elysium, Wir betreten feuertrunken, Himmlische, dein Heiligtum. Deine Zauber binden wieder, Was die Mode streng geteilt; Alle Menschen werden Brüder, Wo dein sanfter Flügel weilt. Freude, schöner Götterfunken, Tochter aus Elysium, Freude, schöner Götterfunken! | Traducción Solo de barítono ¡Oh amigos, no esos tonos! Entonemos otros más agradables y llenos de alegría. ¡Alegría, alegría! Solo de cuarteto de voces y coro ¡Alegría, bella chispa divina, hija del Elíseo! ¡Penetramos ardientes de embriaguez, ¡Oh celeste, en tu santuario! Tus encantos atan los lazos que la rígida moda rompiera; y todos los hombres serán hermanos bajo tus alas bienhechoras. Quien logró el golpe de suerte, de ser el amigo de un amigo. Quien ha conquistado una noble mujer ¡Que una su júbilo al nuestro! ¡Sí! que venga aquel que en la Tierra pueda llamar suya siquiera un alma. Pero quien jamás lo ha podido, ¡que se aparte llorando de nuestro grupo! Se derrama la alegría para los seres por todos los senos de la Naturaleza. todos los buenos, todos los malos, siguen su camino de rosas. Ella nos dio los besos y la vid, y un amigo probado hasta la muerte; Al gusanillo fue dada la Voluptuosidad y el querubín está ante Dios. Solo de tenor y coro masculino Alegres como vuelan sus soles, A través de la espléndida bóveda celeste, Corred, hermanos, seguid vuestra ruta Alegres, como el héroe hacia la victoria. Coro ¡Sean abrazados Millones! ¡Este beso al mundo entero! Hermanos, sobre la bóveda estrellada Debe habitar un Padre amante. ¿Os postráis, Millones de seres? ¿Mundo, presientes al Creador? Búscalo por encima de las estrellas! ¡Allí debe estar su morada! Coro ¡Alegría, bella chispa divina, hija del Elíseo! ¡Penetramos ardientes de embriaguez, ¡Oh celeste, en tu santuario! Tus encantos atan los lazos que la rígida moda rompiera; y todos los hombres serán hermanos bajo tus alas bienhechoras. ¡Alegría, bella chispa divina, hija del Elíseo! ¡Alegría, bella chispa divina! |

## Influencia
El movimiento cultural Sturm und Drang (tempestad y emoción), en las décadas finales de siglo, supone la disolución de las formas cortesanas, acentuando la libertad y el sentimiento y rechazando el racionalismo riguroso y anticipándose al futuro romanticismo.[cita requerida]
Beethoven encarna el tránsito del estilo clásico al estilo romántico, rompiendo el esquema cerrado de las formas musicales para adaptarlas a esta incipiente libertad individual. Fue uno de los primeros músicos que vivieron de lo que vendían componiendo, algo que comenzó a hacer Mozart, y creó un precedente en el oficio de compositor, despegándose del mecenazgo al que estaban sometidos otros músicos, como Haydn.[cita requerida]
Desde 2002 hasta 2016, fue la cortina musical oficial de la Copa Libertadores de América, la principal competición de clubes de fútbol en América del Sur.
Esta pieza famosa también fue incluida en varios programas de television y videojuegos. 
Un ejemplo de esto, es en el juego de Roblox,Guts and Blackpowder (inspirada en las Guerras napoleónicas junto a un escenario de Apocalipsis zombi), donde esta pieza suena durante el mapa de Kaub, durante el último esfuerzo de los ejércitos rezagados de Prusia, Rusia, Austria y Baviera. Esta defensa fue la última orden del Mariscal Gebhard Leberecht von Blücher, que en esta línea temporal, habla con los jugadores, para luego sucumbir a la "plaga". Los jugadores (que son los soldados), acaban con las hordas en el castillo de Pfalzgrafenstein, donde se tenían encerradas. Cuando esta obra acaba, los jugadores hizan la bandera prusiana como señal que el castillo está limpio, para el cruce seguro de los ejércitos de la Sexta coalición sobre el cruce del Rin.

## Discografía selecta
- 1951 – Wilhelm Furtwängler, Bayreuther Festspiele Orchester (EMI)
- 1958 – Ferenc Fricsay, Berliner Philharmoniker (DG)
- 1976 – Herbert von Karajan, Berliner Philharmoniker (DG)
- 1979 – Leonard Bernstein, Wiener Philharmoniker (DG)
- 1980 – Karl Böhm, Wiener Philharmoniker (DG)
- 1986 – Günter Wand, NDR Symphonieorchester (RCA)